# Parafia Niepokalanego Serca Najświętszej Maryi Panny w Raszówce
Parafia pw. Niepokalanego Serca Najświętszej Maryi Panny w Raszówce – parafia rzymskokatolicka znajdująca się w dekanacie Lubin Wschód w diecezji legnickiej. Obsługiwana przez księży salezjanów. Erygowana w 1981. Mieści się przy ulicy 1 Maja, pod numerem 8a.
Kościół parafialny pw. Niepokalanego Serca NMP w Raszówce został wzniesiony w latach 1982–1984.